# El Escorial y el Templo de Salomón
Desde mediados del siglo pasado existe una controversia sobre el origen de la planta del Monasterio de El Escorial. Una de las teorías más aceptadas es la que señala la influencia que tuvo el Templo de Salomón en la idea, la arquitectura y el significado de El Escorial.
Es imposible que las estatuas de Salomón y David no se pusieran en la fachada de la Basílica sin la intención de subrayar el paralelismo entre los dos edificios. Existen, al menos, tres explicaciones diferentes a esta relación: los que creen que Felipe II tomó el templo bíblico como modelo arquitectónico (siguiendo los escritos de Flavio Josefo) para darle una Casa a Dios, los que señalan la influencia que tuvo el esquema arquitectónico del Templo de Jerusalén, estudiado como edificio histórico, y los que buscan orígenes mágicos en su traza, influidos por las ideas esotéricas que desde el siglo XIX han impregnado al Templo de Salomón.

## Principales explicaciones al «salomonismo» de El Escorial

### Origen de la idea: el modelo bíblico

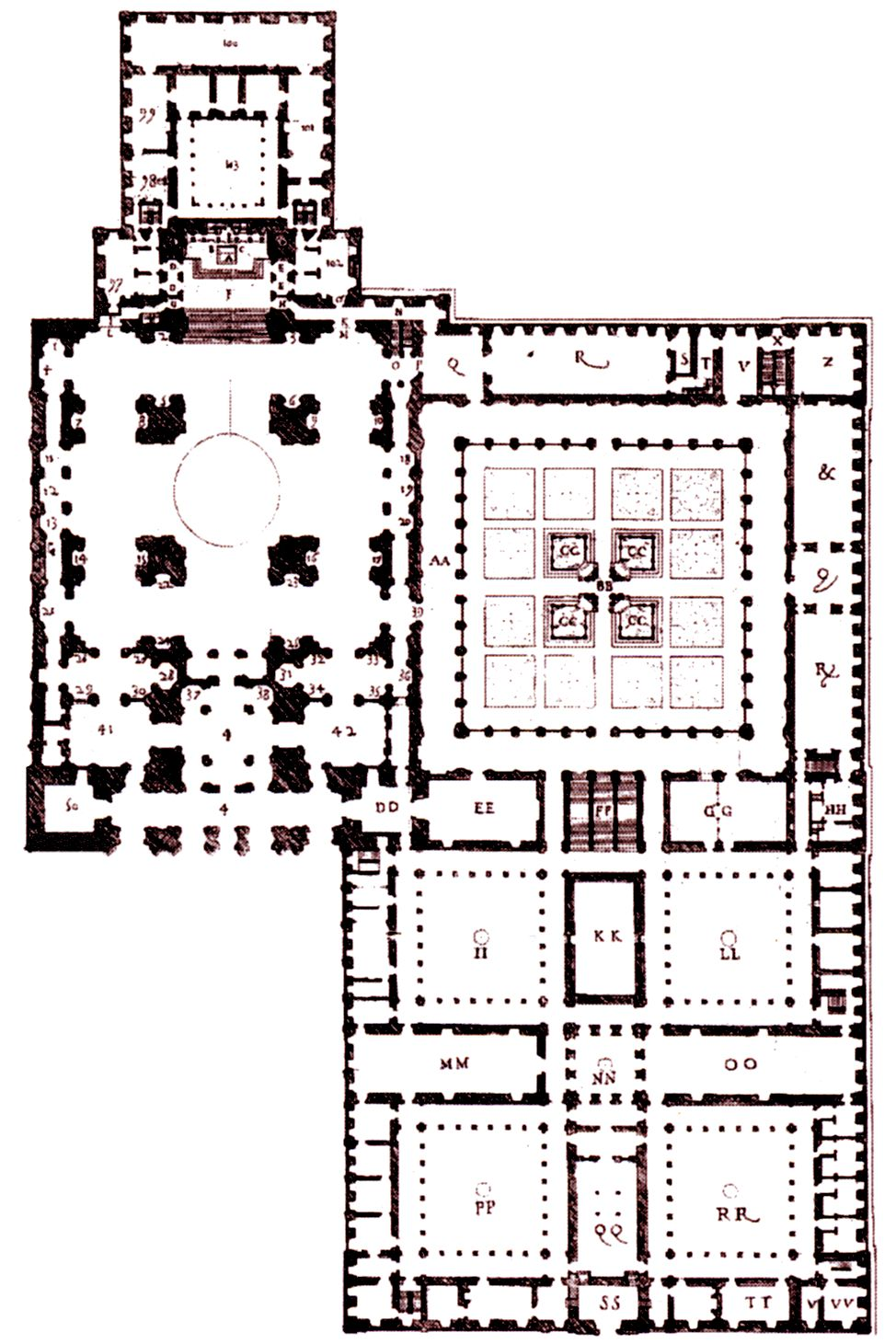
Hipótesis de F. Chueca (dibujo de J.R.Cuadra)

Durante los últimos años han salido a la luz escritos y documentos que prueban que Felipe II estaba especialmente interesado desde su juventud en la figura del sabio y prudente Salomón, como demostró José Luis Gonzalo. Y las personas del entorno del príncipe Felipe contribuyeron enormemente a favorecer el que el entonces príncipe le tuviera como modelo. Calvete relata cómo en el viaje del príncipe Felipe a los Países Bajos le comparan directamente con Salomón al menos en diez ocasiones.
En los discursos de su boda con María Tudor y en el funeral de Carlos V le conminaban a reconstruir el Templo de Salomón. Incluso Felipe II es retratado como Salomón en Gante para un Capítulo de la Orden del Toisón de Oro con una inequívoca leyenda en el marco, apenas dos años antes del encargo de El Escorial, como señaló Juan Rafael de la Cuadra: «Felipe, como otro Salomón, dio muestras de su gran sabiduría». Como en la vidriera del rey de Gouda (1557), donde Felipe II aparece bajo la consagración del Templo de Salomón, la inspiración en el Templo de Jerusalén y la presencia de las estatuas de David y Salomón en El Escorial buscaban subrayar la presencia real de Dios en la Eucaristía, idea negada por los protestantes y defendida en el Concilio de Trento. Recordemos que para la Reforma dicha presencia es meramente simbólica, ya que niegan que Dios esté presente en las hostias consagradas. También es muy posible que, como hizo Juan Bautista Villalpando a finales del XVI, se buscara dotar de un trasfondo bíblico a las ideas del Humanismo sobre la recuperación de la arquitectura pagana y las ideas sobre la modulación de Vitrubio, ya que el Templo de Jerusalén que describió Josefo se construyó durante la dominación romana de Palestina.

### Génesis arquitectónica

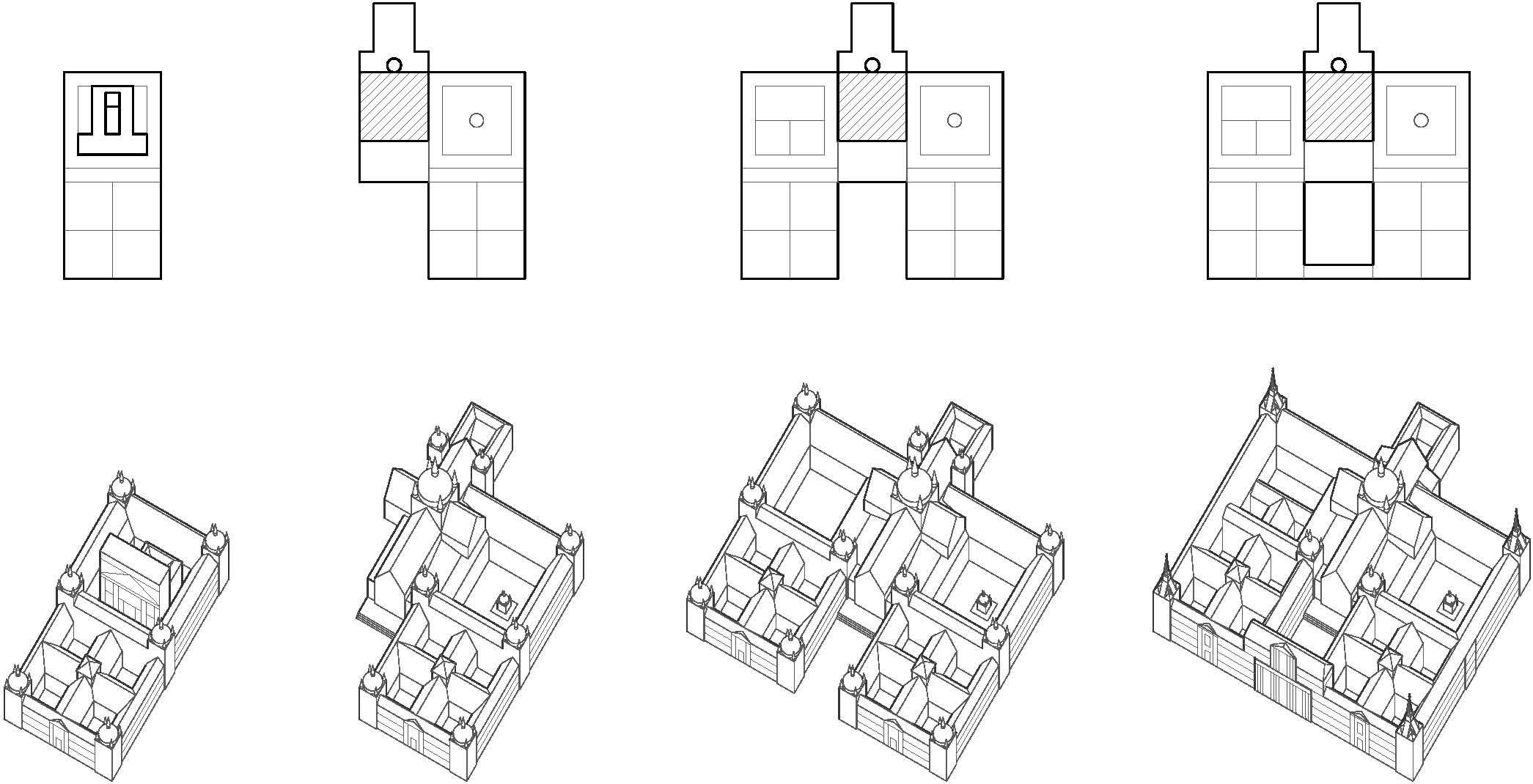
1) Hipótesis básica (según J. R. Cuadra) 2) El Monasterio reducido al esquema monacal tradicional (según F. Chueca). 3) El Monasterio completado, sin cerrar el atrio del templo (id.). 4) Solución definitiva

Luis Moya apuntó que el proyecto de El Escorial se basaba en dos principios que se mantendrían hasta finalizarse la obra: la imitación y mejora del Templo de Salomón, y el estilo «greco-romano», o sea el manierismo. Comparando los planos de los dos edificios, Juan Rafael de la Cuadra señaló la semejanza entre la parte del convento escurialense y el templo que Herodes construyó sobre las ruinas del de Salomón. El esquema es muy similar: un gran patio para los sacerdotes con el Templo en su centro (el Templete de los Evangelistas en El Escorial), separados por una crujía con una escalera de otros cuatro patios menores formando una cruz. Las medidas también coinciden tomando un codo real de 31 dedos.
La evolución de este sencillo esquema en el definitivo diseño en tres partes (palacio-templo-convento) fue explicada por Fernando Chueca Goitia, que justificaba la colocación del Templo al norte del convento para facilitar el soleamiento de las habitaciones de los monjes. Finalmente se duplicaría el mismo esquema del convento al otro lado de la Iglesia por pura simetría renacentista.

### Significado oculto
Los que defienden esta teoría creen que Felipe II buscaba la construcción del «edificio perfecto», ya que según la Biblia los planos del Templo de Salomón fueron delineados por el mismo Dios, que se los entregó personalmente al mismo Rey David. Esto ha dado lugar a cavilaciones como las de René Taylor sobre la geometría «oculta» del monasterio, que se apoyaría en figuras geométricas sencillas, como el cuadrado, el círculo y el triángulo.
Parece más acertada la visión iconológica de Cornelia Osten-Sacken, que acertó a descubrir los antecedentes salomónicos del edificio, así como sus consecuencias, especialmente en lo referente al tratado de Villalpando, que buscaba dotar de un trasfondo bíblico a las ideas del Humanismo sobre la recuperación de la arquitectura pagana, considerando el Templo de Salomón como el modelo de toda la arquitectura romana posterior.
Algunos ven en el origen salomónico un eslabón más en una larga cadena de edificios ocultistas, que empezaría en las Pirámides de Egipto, el Templo de Jerusalén, las construcciones de los Templarios y las de los Masones. Sin embargo, no debe confundirse el Escriturismo Bíblico típico del Renacimiento anterior al Concilio de Trento con el Ocultismo propio del siglo XIX. Parece difícil este origen mágico y ocultista dada la inflexible religiosidad de Felipe II. Además, las connotaciones esotéricas del Templo de Salomón no aparecieron hasta dos siglos después, con la aparición de la masonería.

## Felipe II y el Rey Salomón
La mayoría de las referencias salomónicas tienen su origen en los Países Bajos, donde Felipe II pasó mucho años de su juventud, al albor de un Erasmismo floreciente.

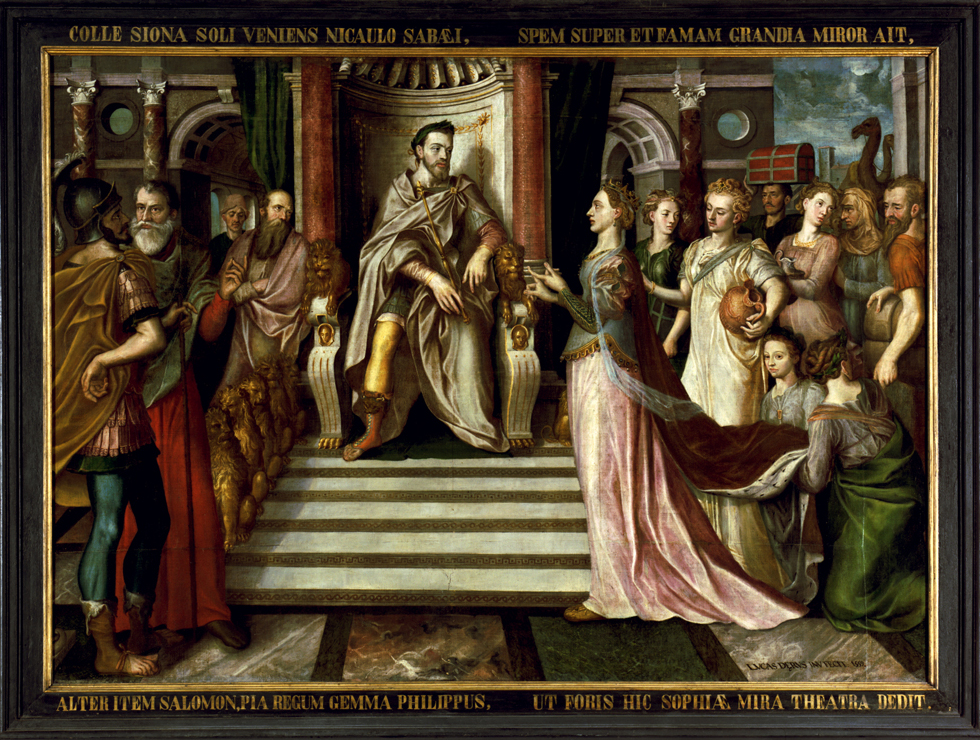
Felipe II caracterizado como Salomón (Lucas de Heere, 1559), Catedral de San Bavón en Gante

- 1548-1551. El «felicísimo viaje» a los Países Bajos: durante el primer viaje del príncipe Felipe a Los Países Bajos, sus futuros súbditos le expusieron en numerosas ocasiones el modelo de rey que esperaban: nada menos que el sabio y justo Salomón, rodeado de sus consejeros.
- 1554. La boda del Rey de Jerusalén con la Reina de Inglaterra: Carlos V, a punto de abdicar en su hijo Felipe, para que no tuviera menor dignidad que la reina María Tudor le cede los reinos de Nápoles y Jerusalén. En el discurso ante el Parlamento con motivo de la boda, el consejero real y legado papal Reginald Pole conmina a Felipe II a reconstruir el Templo, como metáfora del restablecimiento del catolicismo en Inglaterra.

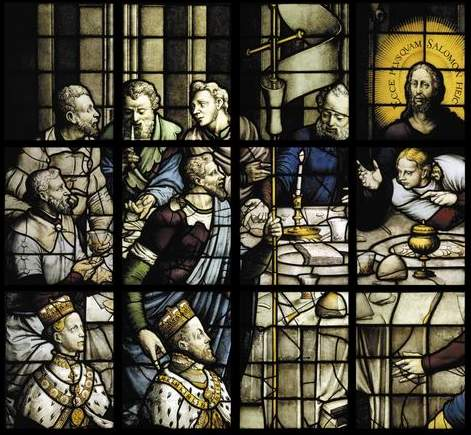
María Tudor y Felipe II bajo la Última Cena y el Templo de Salomón en la Vidriera del Rey de Gouda (Dirck Crabeth, 1557)

- 1555. El sermón del funeral de Carlos V: uno de los mejores oradores de los Países Bajos, el obispo de Arras François Richardot, exhortó en su sermón a Felipe II «como Salomón después de la muerte de su padre» a «reconstruir el verdadero Templo de Dios que es la Iglesia».
- 1557: La Vidriera del Rey en Saint Janskerk de Gouda: esta famosa vidriera toca dos temas típicamente contrarreformistas: en la parte superior defiende la presencia real de Dios en las Iglesias, ejemplificándolo con La consagración del Templo de Salomón, donde el Rey de Israel deposita el Arca de la Alianza en el Sancta Sanctorum del Templo, el lugar donde Dios habitará desde ese momento en la Tierra. Inmediatamente debajo, se defiende la presencia real de Dios en la Eucaristía, con una Última Cena frente a la que rezan los donantes de la vidriera: Felipe II y su esposa María Tudor. En la corona de Cristo puede leerse el texto «ECCE PLVS QVAM SALOMON HEIC» (He aquí al que es más que Salomón), uniendo los dos temas y ensalzando sutilmente a Felipe II como superador de Salomón.
- 1559. Felipe II como Salomón en la Catedral de Gante: en este cuadro, pintado para el último capítulo de la Orden del Toisón de Oro que se celebró en los Países Bajos la cita del marco no deja lugar a la menor duda: «ALTER ITEM SALOMON, PIA REGUM GEMMA PHILIPPUS, UT FORIS HIC SOPHIÆ MIRA THEATRA DEDIT» (Igualmente el otro Salomón, Felipe el más pío entre los soberanos, dio muestras de su impresionante sabiduría tanto aquí como en el extranjero). El personaje que recibe a la Reina de Saba, rubio de ojos claros, con pronunciado mentón barbado y labio belfo no es otro que el mismo Felipe II. Ese mismo año murió en Bruselas su perro Salomón, uno de sus tres queridos perros de caza, su principal diversión.
- 1595-1606. Tratado de Villalpando sobre el Templo de Salomón: una década posterior a la finalización de las obras de El Escorial, fue financiado personalmente por el propio Felipe II e impreso en Roma. Es una muestra más del «salomonismo» que tanto atraía a Felipe II, y probablemente una consecuencia de la colocación de las estatuas de David y Salomón en El Escorial. Villalpando se declaró alumno de Juan de Herrera.

## Presencia de Salomón en El Escorial

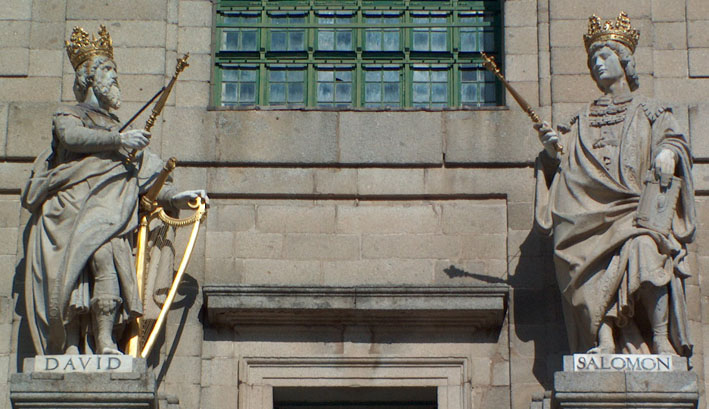
Juan Bautista Monegro, estatuas de David y Salomón en el centro de la fachada de la Iglesia (ca. 1580)

- La fachada de la Iglesia: la decoración figurativa de El Escorial se reduce a la estatua de San Lorenzo en el centro de la fachada principal, creedor del poder intercesor de los Santos ante Dios, y las de los seis reyes de Judá en el centro de la fachada de la Iglesia. Dichos reyes fueron David (que recibió la idea de Dios, pero que no pudo construirlo por su pasado guerrero manchado de sangre, claro paralelismo con Carlos V), Salomón (el sabio constructor, como Felipe II) y cuatro de sus descendientes, solo los que contribuyeron al mantenimiento del Templo (un mensaje a los sucesores de Felipe II). Además, en los medallones que se pusieron sobre las puertas como recordatorio de la primera y última piedra, Felipe se declara Rey de Jerusalén.

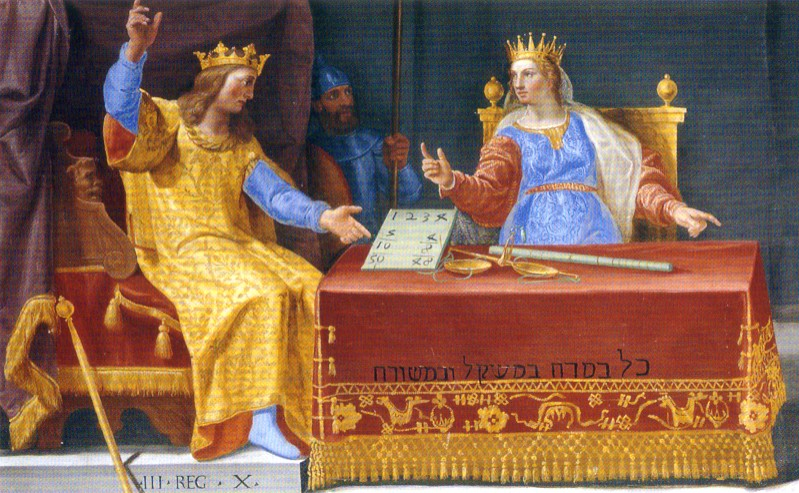
Pellegrino Tibaldi, fresco de «Salomón y la Reina de Saba» en el centro de la bóveda de la Biblioteca (ca. 1586)

- Biblioteca: aparte del famoso fresco del centro de la bóveda, en el que Salomón demuestra su sabiduría a la Reina de Saba, muchos libros de los estantes muestran el interés del rey por los estudios bíblicos sobre el Templo de Salomón.

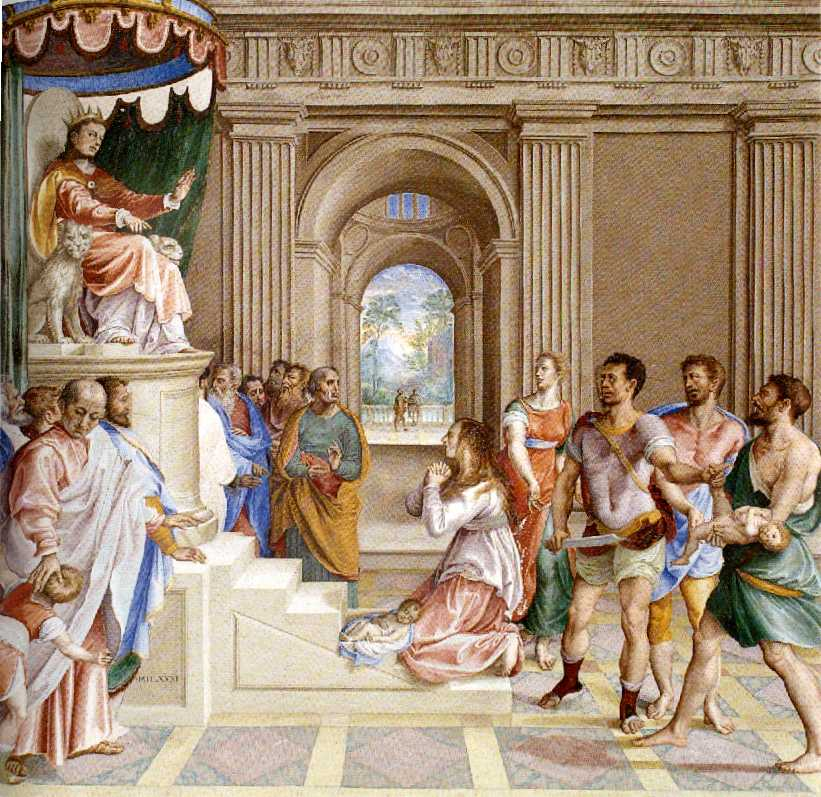
Francesco da Urbino, «El juicio de Salomón», en el centro de la bóveda de la Celda Baja del Prior (1581)

- Celda del Prior: en el centro de la bóveda del dormitorio del monje que gobernaba el Monasterio se muestra la tercera faceta por la que recordamos a Salomón: además de construir el Templo y ser un sabio, era prudente en el gobierno, es decir que sabía distinguir el bien del mal. El fresco muestra la famosa escena en el que Salomón propone partir el niño en dos para descubrir a la verdadera madre.

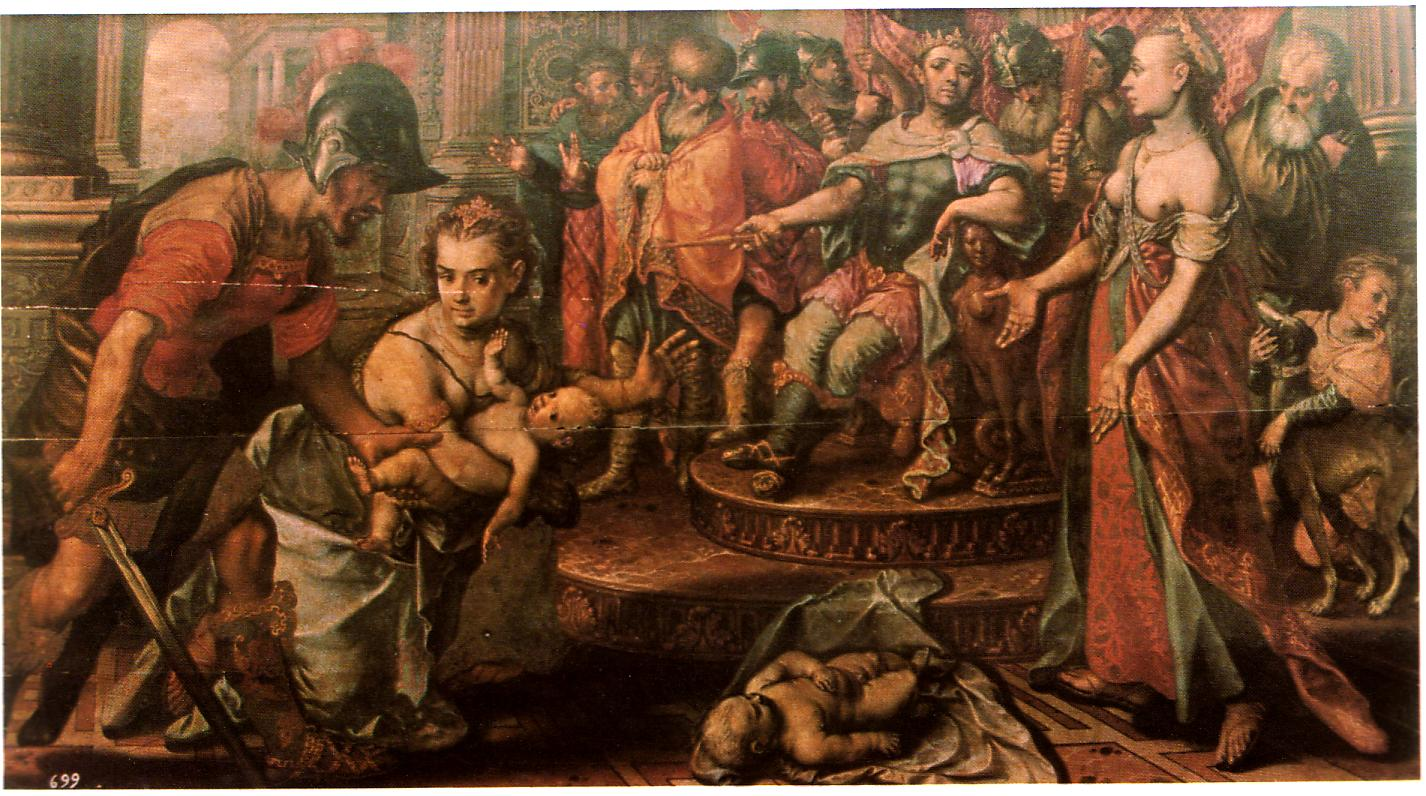
Pieter Aertsen, «El juicio de Salomón», sobre la puerta del dormitorio de Felipe II (1562)

- Dormitorio de Felipe II: el rey quiso ver también esa misma escena de prudencia en el gobierno en su propio dormitorio, frente a su cama, cerca de las habitaciones desde las que gobernaría medio mundo. La fecha en que Pieter Aertsen lo pintó (tres años después de salir de los Países Bajos y justo el año en que comenzó a cimentarse El Escorial) hace pensar en que pudo ser un encargo del mismo rey realizado cuando vivía en Bruselas.[5]

## Opiniones en contra
- Henry Kamen señala que El Escorial no intenta ser una reconstrucción del Templo de Salomón, ya que no aparece la palabra «Salomón» en la nutrida correspondencia de Felipe II; también apunta que la presencia de la estatua de Salomón en la portada de la iglesia es sólo «una mera coincidencia» y que la Teoría Salomónica se basa en «premisas de origen dudoso y en la mera especulación».[6]
- George Kubler cree que es un lugar común el que cuando un rey construye, surja el recuerdo de Salomón. Señala que la estatua que representa al rey bíblico fue una idea tardía, anterior a 1580, pero ausente del primitivo dibujo herreriano de la fachada. La idea de los seis reyes bíblicos no halló expresión hasta el momento en que se encargó su talla a Monegro. Señaló también que la lujosa publicación del estudio de Villalpando fue posterior a la edificación de El Escorial, que reconstruyó con demasiada imaginación el Templo de Jerusalén.[7]
- Francisco Íñiguez, tras reseñar las interpretaciones tan opuestas que se han hecho sobre el significado de la invención de El Escorial señala el peligro de mirar de forma reduccionista a alguno de los niveles de la obra como configurador en exclusiva de su contenido: «La intencionalidad de levantar El Escorial como nuevo Templum Salomonis es un dato claro que no anula otras posibles lecturas de sus códigos iconológicos». Cree que se impone más la idea del Templo «como recuerdo de un lugar y simultáneamente como un símbolo de la salvación prometida», por lo que su representación está más cerca ideológicamente de El Templo de la Pintura de Lomazzo que algunas otras referencias.[8]

## Opiniones a favor
- Juan Rafael de la Cuadra señaló que durante su vida a Felipe II le compararon con otros personajes, pero con ninguno tanto ni en momentos tan señalados como con Salomón. Así, resulta difícil defender la tesis contraria, la de que Felipe II no quería que le relacionaran con el Rey Salomón, y desde luego no hay ningún testimonio en ese sentido. Tampoco hay estatuas de Apolo ni de Hércules en las fachadas de El Escorial, ni de Salomón en otros palacios de Felipe. Y el rey nunca hubiera consentido frivolidades o insinuaciones sobre la tumba de su padre si no hubieran tenido una base real. Las medidas y el esquema arquitectónico del monasterio encajan a la perfección con la descripción del Templo de Josefo. Sin embargo siempre ha habido recelos a aceptar un origen bíblico para la traza de El Escorial, probablemente por la gran cantidad de literatura esotérica que ha imaginado un Escorial hermético y a un Felipe II amante oculto de la magia. Está probado que el conocimiento del Templo por parte de Felipe II era muy completo, y que el rey sentía una afinidad muy grande con Salomón, tanta que quiso llevarla sin tapujos a lugares muy señalados de su edificio. No hay que buscar «códigos ocultos» en El Escorial: el nombre de Salomón está grabado en grandes letras en la puerta de la basílica, el fresco central de la biblioteca, la celda del prior, la iglesia y el dormitorio real.

- José Luis Gonzalo Sánchez-Molero estudió la importancia de las lecturas sobre el Templo en la juventud del príncipe Felipe, guiado por sus primeros maestros, y la formación de su imagen salomónica durante sus viajes a los Países Bajos e Inglaterra. Concluye con la imposibilidad de que se niegue el desconocimiento del Templo por parte de Felipe II y de que no se viera influido por la mitología en torno al mismo elaborada en torno a su coronación, una variación universalista de la comparación del templo con la conversión al catolicismo de Inglaterra. La idea encontró un nuevo acomodo en el proyecto providencialista católico acuñado con la llegada de Felipe II al trono.

- Juan Luis González creía también que la idea de evocar el Templo de Salomón se había utilizado para dar cobijo el afán coleccionista del rey, sacralizando el espacio mediante la acumulación de objetos sagrados y devotos en una especie de «gran museo» o «Kunstkammer» que serviría para alabar a Dios.[9]

- Manuel Rincón Álvarez propone cuatro etapas diferentes que nos permiten el buen entendimiento del concepto del proceso proyectivo: 1) Etapa inicial: el monasterio panteón; 2) Etapa de gestación de la idea salomónica; 3) El Monasterio como baluarte contrarreformista y 4) Consolidación del salomonismo. Así, las primeras trazas dejarían traslucir «una cierta consonancia con el paradigmático templo de Salomón». Coincidiendo con el comienzo de las obras, el final de Trento y el comienzo de la Contrarreforma el monarca relegó el salomonismo a un segundo plano, aunque lo recuperaría tras la llegada de Arias Montano y la publicación de su Biblia regia.[10]

## Otras teorías
La literatura sobre El Escorial es abrumadora. Las teorías que lo relacionan con El Templo de Salomón parecen alcanzar una aceptación bastante amplia entre los estudiosos. Pero no es la única teoría que trata de explicar los orígenes de su arquitectura:
- Secundino Zuazo (Los orígenes arquitectónicos del Real Monasterio de S. Lorenzo de El Escorial, 1948) observó que toda la parte delantera de El Escorial era muy semejante al Hospital Mayor de Milán de Filarete.
- Francisco Íñiguez Almech (Las trazas del Monasterio de S. Lorenzo de El Escorial, 1965) señaló los antecedentes de los patios en cruz con hospitales españoles del siglo XV.
- Fernando Chueca Goitia (Casas reales en monasterios y conventos españoles, 1966) supuso que un típico hospital cruciforme con el claustro y la iglesia adosados generaban el Monasterio al repetirse por simetría.
- George Kubler (La obra de El Escorial, 1982) planteaba el origen de El Escorial en la filosofía del orden de San Agustín y su «Civitates Dei».
- Antón Capitel («Planimetría y tradición: El Escorial como sistema de claustros», 1986) estudió el sistema compositivo de patios y crujías.
- Juan Miguel Hernández León («Invención y traza del real Monasterio de San Lorenzo de El Escorial», 1986) creyó encontrar influencias del Arte de la Memoria en la idea de El Escorial.
- Pedro Moleón («Las escalas de la Arquitectura Herreriana», 1986) hizo un magnífico estudio sobre el Templo y el Sotacoro.
- José Manuel Barbeito («El Escorial que no fue», 1986) insistió en una investigación muy profunda y sistemática en los antecedentes italianos del Monasterio.
- Javier Ortega («Análisis sección C y dibujos a línea», 1986) presentó sus conclusiones sobre las medidas y las trazas previas del Monasterio.